# Cocktailparty-effekten
Cocktailparty-effekten er menneskers evne til at rette sin opmærksomhed mod én auditiv stimulus frem for en anden. Man kan forestille sig situationen, hvor man til en fest kan følge med i en enkelt samtale, til trods for, at der foregår flere samtaler omkring en, samt musikken støjer i baggrunden. Den psykologiske betegnelse for dette fænomen er cocktailparty-effekten. Betegnelsen blev første gang, beskrevet i en artikel  af Colin Cherry (1953), på baggrund af en række udførte forsøg. Her undersøgte han, hvorvidt det er muligt at rette sin auditive opmærksomhed mod ét enkelt ud af flere lydspor, som høres samtidig. Dette undersøgte han vha. dikotiske opgaver. Disse er kendetegnet ved, at afspille to forskellige lydspor samtidig i et sæt hovedtelefoner, således at hvert øre modtager hvert sit lydspor. I et af de første eksperimenter, som Cherry (1953) udførte, afspillede han to forskellige beskeder igennem et par hovedtelefoner. Her bad han forsøgsdeltagerne om at fokusere på en af de to beskeder, således at de ignorerede den anden. Resultatet af forsøgene viste, at ved at fokusere opmærksomheden på et enkelt lydspor,  kan man med overvejende overbevisning ignorere det modsatte lydspor, når det omhandler sproglige karakteristika. Forsøgene viste, at når det kommer til fysiske karakteristika, så kan det øvrige lydspor ikke altid ignoreres. Dette gælder bl.a. hvis lydsporet skifter stemme eller tone. Senere forskning af cocktailparty-effekten, foretaget af Moray (1959), har påvist, at en af de eneste stimuli som kan bryde med fænomenet er “vigtig” subjektiv information, såsom ens eget navn.

## Broadbents filterteori
Fænomenet cocktailparty-effekten blev i 1953 præsenteret som en observation. Efterfølgende har flere psykologer forsøgt at forklare fænomenet ved hjælp af en teori. I 1958 præsenterede Donald Broadbent sin udviklede filterteori. Broadbent (1958) foreslog ideen om, at mennesket opfanger informationer igennem tre stadier. Det første stadie betegner Broadbent (1958) som en sensorisk buffer. Her bearbejdes og opbevares al information som modtages gennem sensoriske inputs. Herefter når informationen til et selektivt filter, flaskehalsen, som er det andet stadie. Flaskehalsen betegner et filter, som sorterer informationen på baggrund af simple fysiske karakteristika. Kun den vigtigste information passerer igennem flaskehalsens filter og bearbejdes herefter fuldt ud i det tredje stadie, korttidshukommelsen. De frasorterede informationer vil blive ignoreret og blokeret.  Heraf kan Broadbents (1958) teori ikke forklare cocktailparty-effekten, idet Moray (1959) påviste, gennem forsøg med dikotisk lytning, at forsøgsdeltagerne kunne detektere deres eget navn i det ignorerede lydspor.

## Treismans dæmpningsteori
Treisman (1964) er overvejende enig med Broadbents (1958) filterteori, men der ligger en uenighed i definitionen af filteret. Dette beskriver Treisman (1964) ud fra sin udviklede teori, dæmpningsteorien. Ligesom med filterteorien, tager dæmpningsteorien udgangspunkt i at mennesket opfanger information er igennem tre stadier. Forskellen på de to teorier ligger i andet stadie, flaskehalsen. Her mener Treisman (1964) at flaskehalsen er en dæmpning frem for en fuldstændig eliminering af uovervåget informationen.  Dette fungerer eksempelvis i praksis, når man opholder sig i et rum med fire forskellige lydspor (TV, radio, samtale og bilstøj). I denne situation, er det ifølge dæmpningsteorien muligt at fokusere på en samtale, mens man er i stand til at behandle betydningen af de øvrige lydspor. Dette kunne eksempelvis være hvis en bil bremser hårdt op på vejen. Ved at flaskehalsen ikke er et fuldstændigt filter, formår Treismans (1964) dæmpningsteori at overvinde nogle af problematikkerne, som var forbundet med Broadbents (1958) filterteori. Dermed kan dæmpningsteorien i højere grad forklare fænomenet cocktailparty-effekten.